# Рача

Рача-Лечхумі та Квемо Сванеті на мапі Грузії

Ра́ча (груз. რაჭა, Račʼa) — високогірна область у західній Грузії, розташована у верхній частині долини річки Ріоні, облямована горами Великого Кавказу. За сучасним адміністративним поділом Грузії, Рача є частиною краю Рача-Лечхумі та Квемо Сванеті (Онський та Амбролаурський муніципалітети).
Площа Рачі становить 2 854 км². Кавказькі скелі відділяють Рачу від історичних грузинських регіонів Сванеті та Лечхумі на північному заході та від Імереті на півдні, а головний хребет відділяє область від російської Осетії на півночі. На сході Рача межує з регіоном Шида-Картлі, який значною мірою є на території самопроголошеної Південної Осетії.
У Рачі розташований храм Богоматері Бараконі, пам'ятка старогрузинської купольної архітектури.

## Галерея

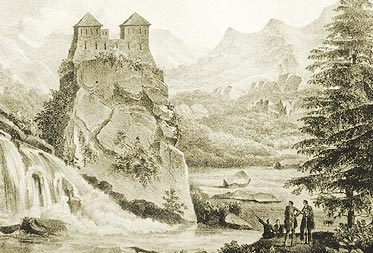
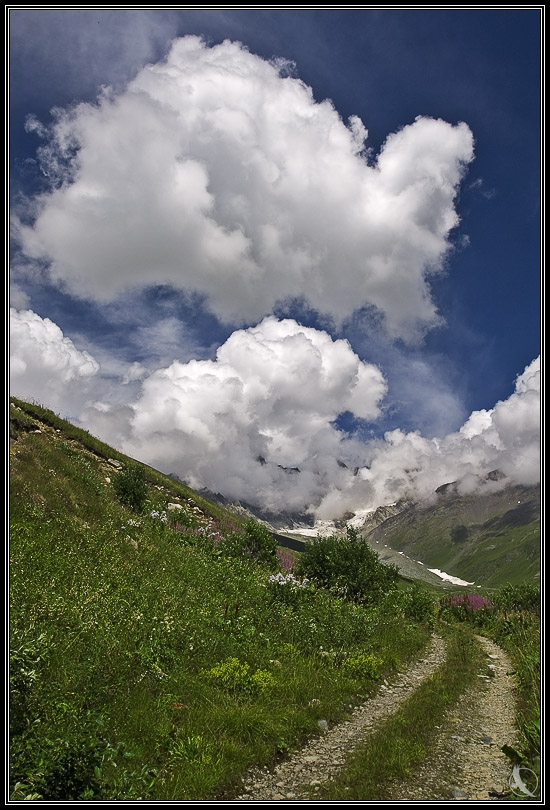

| Грузія | Це незавершена стаття з географії Грузії. Ви можете допомогти проєкту, виправивши або дописавши її. |